# Turgenevskaja
Turgenevskaja (ryska: Тургеневская), är en tunnelbanestation på Kaluzjsko–Rizjskajalinjen i Moskvas tunnelbana. 
Stationen öppnades den 5 januari 1972 och har enkla vita marmorpyloner som följer stationens kurvform och ett tak bestående av armerade plastpaneler. Metallkornischer löper längs takets bas i hela stationen. Väggarna är klädda i vit och svart marmor, dekorerade med ciselerade mässingspaneler av Ch. M. Rysin och D. Bodnijeks.
Stationen har fått sitt namn efter författaren Ivan Turgenjev.

## Byten
På stationen kan man byta till Chistije Prudi på Sokolnitjeskajalinjen och till Sretenskij Bulvar på Ljublinsko-Dmitrovskaja-linjen.